# Wendell (Massachusetts)
Wendell é uma vila localizada no condado de Franklin no estado estadounidense de Massachusetts. No Censo de 2010 tinha uma população de 848 habitantes e uma densidade populacional de 10,16 pessoas por km².

## Geografia
Wendell encontra-se localizado nas coordenadas 42° 33′ 23″ N, 72° 24′ 26″ O. Segundo o Departamento do Censo dos Estados Unidos, Wendell tem uma superfície total de 83.43 km², da qual 82.47 km² correspondem a terra firme e (1.15%) 0.96 km² é água.

## Demografia
Segundo o censo de 2010, tinha 848 pessoas residindo em Wendell. A densidade populacional era de 10,16 hab./km². Dos 848 habitantes, Wendell estava composto pelo 95.17% brancos, o 1.89% eram afroamericanos, o 0.83% eram amerindios, o 0.71% eram asiáticos, o 0% eram insulares do Pacífico, o 0.47% eram de outras raças e o 0.94% pertenciam a duas ou mais raças. Do total da população o 2.36% eram hispanos ou latinos de qualquer raça.